# (39871) 1998 DB33
1998 دي بي 33 (ويعرف أيضًا باسم (39871) 1998 دي بي 33 وفق تسمية الكوكب الصغير) (بالإنجليزية: 1998 DB33)‏ هو كويكب ضمن حزام الكويكبات؛ وترتيبه 39871 من حيث الاكتشاف.
اكتُشف هذا الجُرم الفلكي بواسطة ماورا تومبيلي ‏ في 27 فبراير 1998.

## وصلات خارجية
- (39871) 1998 DB33 في قاعدة بيانات مختبر الدفع النفاث لأجرام النظام الشمسي الصغيرة

- الاكتشاف · مخطط المدار ·  العناصر المدارية · المعلمات المادية

- (39871) 1998 DB33 على موقع ويكي سكاي: DSS2, SDSS, GALEX, IRAS, Hydrogen α, X-Ray, Astrophoto, Sky Map, Articles and images